# Raión de Iŭje
Iŭje (en bielorruso: Іўеўскі раён) es un raión o distrito de Bielorrusia, en la provincia (óblast) de Goradnia. Su capital es Iuye.
Comprende una superficie de 1842 km².

## Demografía
Según estimación de 2010, contaba con una población total de 28891 habitantes.

## Subdivisiones
Comprende la ciudad subdistrital de Iuye (la capital), el asentamiento de tipo urbano de Yurátsishki y los siguientes nueve consejos rurales:
- Bakshty
- Heraniony
- Iuye
- Lazduny 1
- Leliukí
- Lípnishki
- Subótniki
- Traby
- Éiherdy